# دنیس دوبروف
دنیس دوبروف (اوکراینی: Денис Віталійович Дубров؛ زادهٔ ۱۰ ژانویهٔ ۱۹۸۹ – ۱۰ مهٔ ۲۰۲۲) ورزشکار ورزش شنا اهل اوکراین بود.
وی در مسابقات کشوری و بین‌المللی در مجموع برندهٔ ۱۰ مدال طلا، ۶ مدال نقره، ۱۰ مدال برنز شده بود.